# ليني روبرتسون
ليني روبرتسون (بالإنجليزية: Leonard Robertson)‏ هو مجدف بريطاني، ولد في 10 أكتوبر 1950.

## وصلات خارجية
- ليني روبرتسون على موقع الاتحاد الدولي للتجديف (الإنجليزية)
- ليني روبرتسون على موقع اللجنة الأولمبية الدولية (الإنجليزية)
- ليني روبرتسون على موقع أوليمبيديا (الإنجليزية)